# Irina Bokova
Irina Gueorguieva Bokova (en bulgare : Ирина Георгиева Бокова) est une femme politique bulgare, née le 12 juillet 1952 à Sofia. Elle est directrice générale de l'UNESCO de 2009 à 2017.

## Biographie
Elle est la fille de Gueorgui Bokov, rédacteur en chef du journal du Parti communiste bulgare, Rabotnitchesko Delo.
Membre de la Nomenklatura communiste bulgare, elle suit des études secondaires en anglais puis à l'Institut d'État des relations internationales de Moscou et à l'université du Maryland. Sa formation lui permet d'être nommée conseillère aux Nations unies en 1980.

### Femme politique bulgare
À la chute du mur de Berlin et à la démocratisation des pays de l'Est en 1989, elle entre en politique, au sein du Parti socialiste bulgare (l'ex Parti communiste). Elle est alors l'archétype de ces jeunes cadres bulgares bien formés, souvent fils de dirigeants du Parti communiste bulgare, qui vont s'émanciper des anciennes règles et modes de pensée pour connaître de rapides évolutions. Elle étudie l'économie à l'Université Harvard et suit des cours à la John F. Kennedy School of Government.
En 1996, elle brigue la vice-présidence de la Bulgarie, aux côtés du candidat à la présidence, Ivan Marazov. Mais son parti, au pouvoir, est en chute libre et ils échouent tous les deux face aux candidats de droite.
Elle s'engage dans l'adhésion de son pays à l'OTAN et à l'Union européenne. Député de 1990 à 1991, elle le redevient de 2001 à 2005, et a été alors vice-présidente de la commission des affaires étrangères.
Entre 2005 et 2009, elle est successivement ambassadrice de Bulgarie en France et à Monaco puis auprès de l'Unesco.

### UNESCO

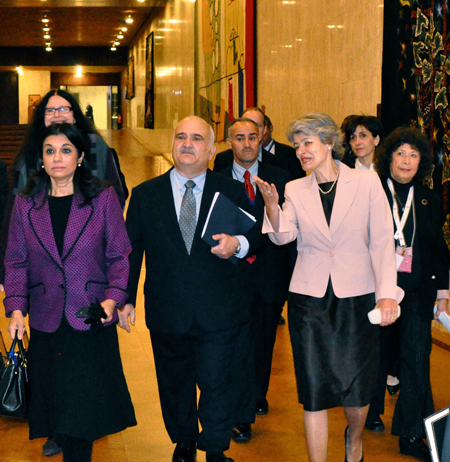
Irina Bokova avec le prince Hassan Ben Talal lors de sa visite au siège de l'UNESCO à Paris (2011).

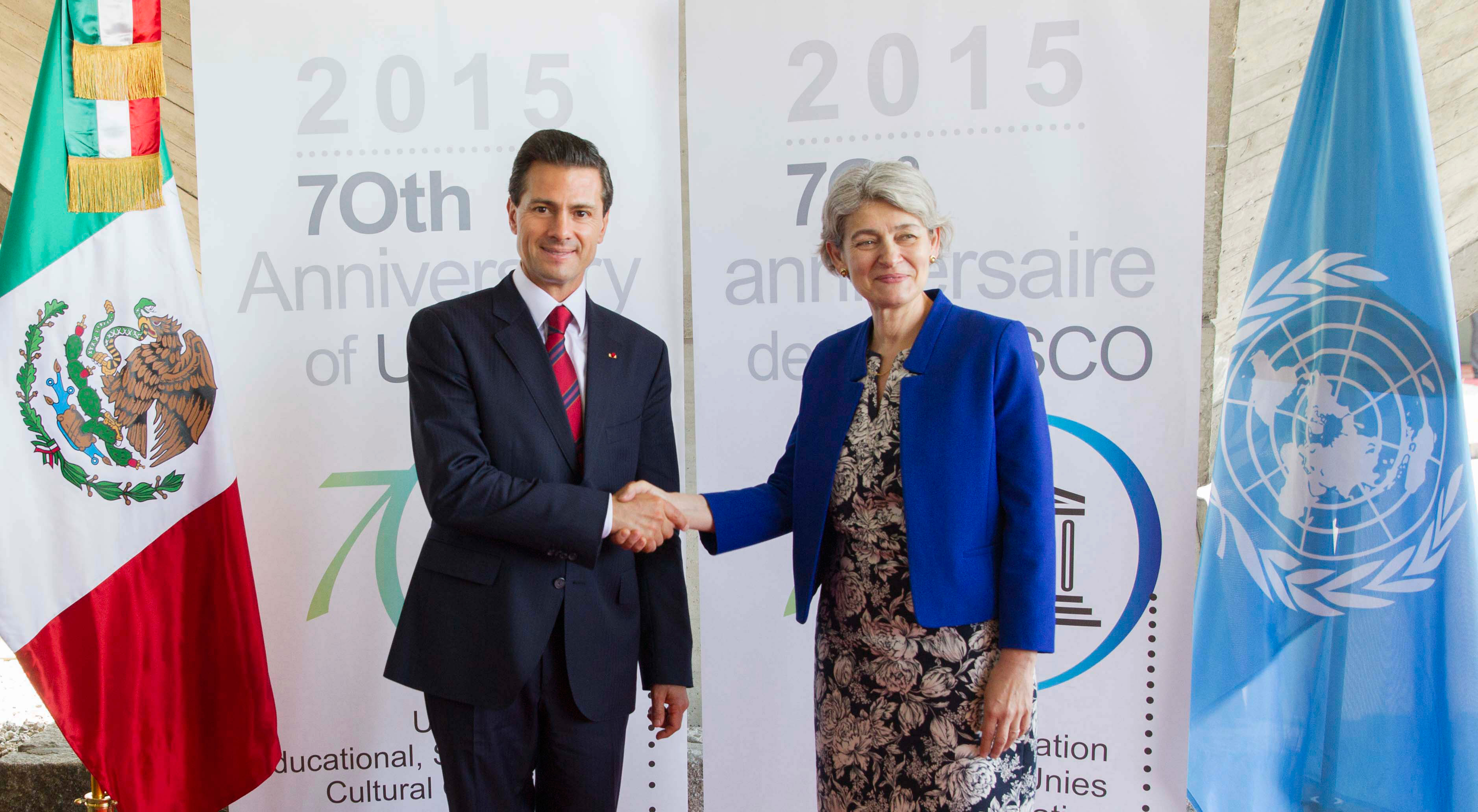
Irina Bokova avec le président Enrique Peña Nieto (Paris, 2015).

Déléguée permanente de la Bulgarie auprès de l'UNESCO, elle en devient membre du conseil exécutif en 2007. Elle est également vice-présidente du groupe francophone des ambassadeurs.
Le 22 septembre 2009, elle est proposée comme directrice générale de l'UNESCO par le conseil exécutif, face à l'Égyptien Farouk Hosni à la suite d'un vote serré au cinquième tour de scrutin, par 31 voix contre 27 après les retraits successifs des candidates autrichienne Benita Ferrero-Waldner et équatorienne Ivonne Baki. Le 15 octobre suivant, ce choix est confirmé par une élection à bulletin secret des 193 délégués représentant les pays membres à la Conférence générale de l'UNESCO. Elle entre en fonction le 15 novembre 2009 et devient la première femme à diriger l'organisation. À l'issue de son mandat, elle est réélue le 12 novembre 2013 par la Conférence générale pour un deuxième mandat de quatre ans.
Le 13 octobre 2017, au lendemain du retrait des États-Unis, gardant toutefois le statut d'observateurs, et d'Israël, la française Audrey Azoulay est élue pour lui succéder.
À la fin de l'année 2017, une enquête de l'Organized Crime and Corruption Reporting Project révèle que Kalin Mitrev, le mari d'Irina Bokova, a reçu des virements importants au travers de la « lessiveuse » azerbaidjanaise, dans le cadre du système de la diplomatie du caviar,.

### Vie personnelle
Outre le bulgare, elle parle couramment l'anglais, l'espagnol, le français et le russe. Elle est mariée et mère de deux enfants.
Début 2016, le portail de journalisme de recherche bulgare bivol.bg rend public le fait qu'Irina Bokova et son mari possèdent quatre appartements à New York, Paris et Londres d’une valeur d’à peu près 4,7 millions de dollars. Cela dépasse les revenus du travail salarié du couple de plus d’un million de dollars.

## Distinctions

### Décorations
- Commandeur de l'ordre du Mérite du Bénin ( Bénin, 2012)[13].
- Première classe de l'ordre de Stara Planina ( Bulgarie, 2013).
- Grande-officière de l'ordre de la Valeur ( Cameroun, 2014).
- Première classe de l'ordre du Mérite diplomatique de la Corée du Sud (en) ( Corée du Sud, 2014).
- Grand-croix de l'ordre de Juan Mora Fernández ( Costa Rica, 2013).
- Grand-croix de l'ordre d'Alphonse X le Sage ( Espagne, 2017)[14].
- Commandeur de la Légion d'honneur ( France, 2015)[15].
- Médaille de l'ordre de l'Amitié ( Kazakhstan, 2013).
- Commandeur de l'ordre national du Mali ( Mali, 2011)[16].
- Commandeur de l'ordre du Trône ( Maroc, 2014)[17].
- Officière de l'ordre du Mérite culturel ( Monaco, 2013)[18].
- Médaille de l'ordre de l'étoile polaire ( Mongolie, 2015).
- Hilal-e-Pakistan (en) ( Pakistan, 2014).
- Grand-croix de l'ordre du Soleil ( Pérou, 2012).
- Officière de l'ordre national du Québec ( Québec, 2017)[19].
- Grande-officière de l'ordre de José Matías Delgado ( Salvador, 2013).
- Grande-officière de l'ordre national du Tchad ( Tchad, 2012).

### Honneurs
Elle a obtenu une multitude de Doctorat honoris causa :
- Université féminine Ewha ( Corée du Sud, mai 2010)
- Institut d'État des relations internationales de Moscou ( Russie, septembre 2010)
- Université de Veliko Tarnovo ( Bulgarie, octobre 2010)
- Université catholique du Sacré-Cœur ( Italie, octobre 2010)[20]
- Université pontificale catholique du Pérou ( Pérou, février 2011)
- Philippine Normal University (en) ( Philippines, mars 2011)
- École nationale d'études politiques et administratives ( Roumanie, 27 avril 2011)[21]
- Université de Haïfa ( Israël, mai 2011)
- Université d'Édimbourg ( Écosse, juin 2011)[22]
- Mongolian University of Science and Technology (en) ( Mongolie, juillet 2011)
- Université d'État de Moscou ( Russie, septembre 2011)
- Université d'Alger ( Algérie, 8 avril 2012)[23]
- Université de Dacca en Droits ( Bangladesh, mai 2012)[24]
- Université technique slovaque ( Slovaquie, mai 2012)
- Université Herzen ( Russie, juin 2012)
- Université de Durham ( Royaume-Uni, juin 2012)[25]
- Université Laval ( Canada, 28 février 2013)[26]
- Académie diplomatique du Viet Nam (en) ( Vietnam, 21 juin 2013)[27]
- L. N. Gumilyov Eurasian National University (en) ( Kazakhstan, août 2013)
- Université de Malaya ( Malaisie, septembre 2013)
- Université de Yaoundé I ( Cameroun, 16 septembre 2014)[28]
- Conservatoire national des arts et métiers ( France, 24 octobre 2014)[29]
- Université de Genève ( Suisse, 2015)[30]
- Université d'économie nationale et mondiale ( Bulgarie, 2015)[31]
- Université Tongji ( Chine, 22 mai 2015)[32],[33]
- Université pour étrangers de Pérouse ( Italie, 1er mars 2016)[34]
- Université de sciences économiques de Varna ( Bulgarie, 21 mai 2016)[35]
- Université Paris-Sud ( France, 18 octobre 2018)[36]